# La Estrella (Hiszpania)
La Estrella – gmina w Hiszpanii, w prowincji Toledo, w Kastylii-La Mancha, o powierzchni 77,23 km². W 2011 roku gmina liczyła 305 mieszkańców.